# パインティンガー・ブラッケ

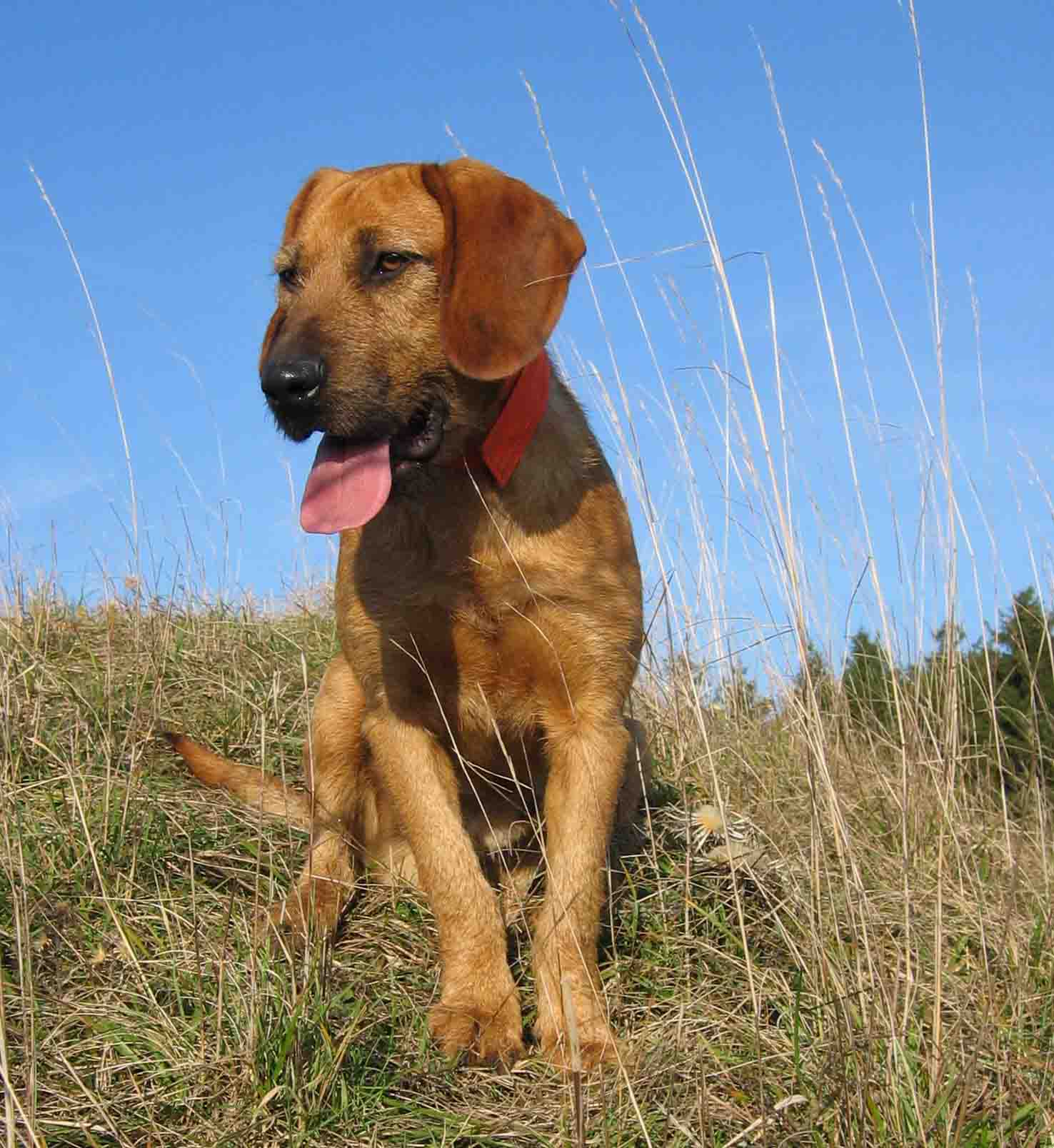
パインティンガー・ブラッケ

パインティンガー・ブラッケ（英：Peintinger Bracke）は、オーストリア原産のセントハウンド犬種のひとつである。
一般的にはスティリッシャー・ラフヘアード・マウンテン・ハウンド（英：Steirische Rough-haired Mountain Hound）とも呼ばれる。
その他の別名はオーストリアン・コースヘアード・ハウンド（英：Austlian Coarse-haired Hound）、スティリアン・コースヘアード・ハウンド（英：Styrian Coarse-haired Hound）、シュタイリッシュ・ラオハーリゲ・ホッホゲビルクス・ブラッケ（独：Steirisch Rauhheerige Hochgebirgs Bracke）。単にパインティンガーと呼ばれることも多い。

## 歴史
1870年に作出が開始された。カール・パインティンガーという実業家が、厳しい環境のスティリアン山脈でも使いやすいセントハウンド犬種（ブラッケ系犬種）を作り出す目的で作出された。まず雄のイストリアン・コースヘアード・ハウンドと雌のハノーヴァリアン・ハウンドを掛け合わせ、その交配種の中からよいものを選択して改良を加え、オーストリア原産のセントハウンド犬種を掛け合わせることによって作られた。尚、作出には20年もの歳月を要した。
主にスティリアン山脈でのセントハント（嗅覚猟）に使われている。パインティンガーの得意とするこの狩猟場は気候が険しく、高度が高く、足場もかなり悪いため通常の猟犬種では無難に猟をこなすことが出来ない。しかし本種は非常に足腰が丈夫でスタミナがあり、環境への適応力が高いため、そのような場所でも難なく狩りをすることが出来る。獲物のにおいを追跡し、発見し主人に知らせることが本種の仕事である。
作出後すぐに人気は高まり、この山岳地帯を狩場とする猟師の多くが本種を使役するようになった。作出初期の段階から、作出者名からとった「パインティンガー・ブラッケ」という名前で呼ばれていたが、1889年に「スティリッシャー・ラフヘアード・マウンテン・ハウンド」という長い英名がつけられた。しかし、その名前は長くて覚えにくく、なじみにくいという猟師も多かった。そこで、彼らは本種のことを以前から使われていた「パインティンガー・ブラッケ」の名で呼び続けるようになった。又、その他にパインティンガーの名を使い続ける理由としては、作出者への敬意を示すという理由も挙げられている。しかし、現在FCIでの本種の正式名称は原産地名ではなく、英名のスティリッシャー…の名で登録が行われている。とはいえ、 呼びにくさ や原産地側への配慮などから、現在はどちらの名前を使ってもよいことになっている。
今も原産地では人気の高い犬種のひとつであるが、多くの犬は現役の実猟犬として飼育されている。ペットやショードッグとして飼育されているものは珍しく、オーストリア国外で飼育されているものも極めて稀な希少犬種である。

## 特徴
ハノーヴァリアン・ハウンドの血を引き力強いが、それよりもサイズが小さく軽量な犬種である。筋肉質の引き締まった体つきで、足腰がとても丈夫である。起伏の激しい荒地や岩石の上、木の根が地上に突き出している場所であっても難なく駆け回ることが出来る。マズルは太く短く、あごの力は強靭である。嗅覚が鋭く、においを追跡して歩き回るのが大好きである。背は平らで、胴も頑丈なつくりになっている。耳は垂れ耳、尾は少し飾り毛のある垂れ尾。コートはイストリアン・コースヘアード・ハウンドから受け継いだ硬いラフコートで、毛色はフォーンやウィートン（小麦色）などがある。このコートは非常に丈夫で、雨風や獲物の攻撃から身を守るための鎧の役割も果たしている。体高は雄47〜53cm、雌45〜51cmで体重は雌雄ともに15〜18kgの中型犬。
性格は主人に忠実で従順、落ち着きがあり知的だが、やや神経質で狩猟本能が旺盛である。しつけは基本的に主人からしか受け付けないが、状況判断力が優れ、主人家族に対しては友好的に接する。しかし、生粋の猟犬種であるため、初心者が飼育するのはかなり難しい。イストリアンから受け継いだ大きくてよく通る声を持ち、天候が悪くても主人や仲間と連絡を取り合うことが出来る。この点は猟犬としては非常に優秀な点であるが、ペットとして飼う際には欠点となってしまうので、その際にはしっかりと無駄吠えをやめさせるしつけを行うことが必要である。運動量はすさまじいほど多く、スタミナがあるため、長め
の散歩だけでは全く運動量を消化しきれない。駆け足で散歩したり、山や川に連れて行って物を投げてとってこさせたり、ドッグスポーツをしてたっぷり遊んであげることではじめて消化できるほどである。かかりやすい病気は関節疾患や過剰な湿気で地肌が蒸れて起こりやすい皮膚病などがある。